# 1751 Herget
Herget è un asteroide della fascia principale. Scoperto nel 1955, presenta un'orbita caratterizzata da un semiasse maggiore pari a 2,7900108 UA e da un'eccentricità di 0,1731778, inclinata di 8,12688° rispetto all'eclittica.
Stanti i suoi parametri orbitali, è considerato un membro della famiglia Gefion di asteroidi.
L'asteroide è dedicato all'astronomo statunitense Paul Herget (1908-1981), direttore dell'Osservatorio di Cincinnati e tra i fondatori del Minor Planet Center nel 1947.